# 教行寺 (奈良県広陵町)
教行寺（きょうぎょうじ）は、奈良県北葛城郡広陵町にある真宗大谷派の寺院。山号は安静山。本尊は阿弥陀如来。別名「箸尾御坊」として知られる。

## 歴史
享徳24年（1475年）に吉崎御坊を出た蓮如が小浜を経て、摂津に入り摂津富田に坊舎を建てたのが始まりとされ、第4代證誓の時に大和へ移り、平野長泰に請われて田原本に教行寺を構え寺内町として大きく発展させるが、田原本2代領主平野長勝によって、正保4年（1647年）に領有問題で著尾に転座させられ、途中黒田等に寺跡を置き、承応2年（1653年）に現在地に移転し、箸尾御坊として寺内町を形成した。

## 文化財
- 本堂・書院（江戸時代末期）
- 教行寺境内図（江戸時代）

## 周辺
- 箸尾城跡
- 大福寺